# 東方錦上京 〜 Fossilized Wonders.
『東方錦上京 〜 Fossilized Wonders.』（とうほうきんじょうきょう 〜 フォッシライズド・ワンダーズ）は、同人サークルの上海アリス幻樂団が製作する弾幕系シューティングゲームで、東方Project第20弾にあたる作品である。
本作は同サークルの主宰であるZUN（博麗神主）が2025年4月12日に本作の発表を行い、同年5月5日に東京ビッグサイトで開催された「博麗神社例大祭」で体験版の頒布が行われ、2025年8月17日に製品版が夏コミ（C106）・Steamで発売された。

## システム
本作は機体性能の異なる「博麗霊夢（巫女）」「霧雨魔理沙（魔法使い）」の2種類を自機として選択し、その後それぞれの武器タイプ（装備）からいずれかを選択する。敵や敵弾に当たるとミスとなり残機が1つ減った上でその場で復活する。全ての残機を失うとゲームオーバーとなるが、コンティニューすればその場で復活しゲームを続行可能である。
また、本作はZUNが「オーソドックスなスタイルで、気持ち良く弾幕が楽しめるようなゲームを目指しました」と言っているように、新アイテムを除けば前作と比べてシステムが大きく変化していない。

## 登場人物

### 新規登場人物
ここでは、『錦上京』が初出の登場人物を解説する。
- 塵塚ウバメ（ちりづか うばめ）

1面ボス、聖域に棲む山姥の長。種族山姥。山姥とは「奥山に棲む老女の怪」のこと。能力は「聖域を壊す程度の能力」。
- 封獣チミ（ほうじゅう ちみ）

2面ボス、正体不明の順わぬ妖獣。種族魑魅。能力は「山河の気を操る程度の能力」。妖獣でもある。
- 道神馴子（みちがみ なれこ）

3面ボス、逼塞した聖地の道祖神。種族道祖神。能力は「道を通さない程度の能力」。
- ユイマン・浅間（ゆいまん・あさま）

4面ボス、錦上の京の急所。種族古神人。能力は「蛇に食べさせて生まれ変わらせる程度の能力」。
- 磐永阿梨夜（いわなが　ありや）

6面ボス、恒久の姫。種族石の女神。能力は「変化を辞めさせる程度の能力」。
- 渡里ニナ（わたり　にな）

EXTRAボス、虚構の都市を創る怪。種族蜃。能力は「蜃気楼を見せる程度の能力」。

### 既存の登場人物
ここでは、『錦上京』が初出ではない登場人物を解説する。
- 博麗霊夢

博麗神社の巫女。人間。本作における自機二人のうちにおける一人。これまで解決してきた異変の力を纏い、8種類の異変石を組み合わせて、敵に立ち向かう。
- 霧雨魔理沙

魔法使いの少女。人間。本作における自機二人のうちにおける一人。霊夢と同じく、これまで解決してきた異変の力を纏い、8種類の異変石を組み合わせて、敵に立ち向かう。
- 綿月豊姫（わたつき　の　とよひめ）

5面ボス、三角山と海を繋ぐ賢者。種族月人。能力は「山と海を繋ぐ程度の能力」。

## ステージ
| ステージ | ステージタイトル     | 場所               | 中ボス         | ボス           |
| -------- | -------------------- | ------------------ | -------------- | -------------- |
| STAGE 1  | 空想の封じ目         | 聖域の森上空       | 塵塚ウバメ     | 塵塚ウバメ     |
| STAGE 2  | 聖なる森の銀河       | 聖域の森内部       | 封獣チミ       | 封獣チミ       |
| STAGE 3  | 異変石の祭壇         | 聖域地下           | ー             | 道神馴子       |
| STAGE 4  | ゾルタクスの唯心迷宮 | ピラミッド内部     | 異変敵         | ユイマン・浅間 |
| STAGE 5  | 化石化した不思議     | ピラミッド深部     | 異変敵(虹)     | 綿月豊姫       |
| STAGE 6  | 錦上を支える穢土     | 浅間浄穢山 最深部  | ー             | 磐永阿梨夜     |
| STAGE EX | 二枚貝の追憶         | 汚染された化石の森 | ユイマン・浅間 | 渡里ニナ       |

## 曲名リスト
1. 錦の上の巫女 - タイトル画面テーマ
2. 愛おしき塵の住処 - 1面テーマ
3. 例え世界から忘れられても - 塵塚ウバメのテーマ
4. セイクリッドフォレスト - 2面テーマ
5. 森にはお化けがいるよ - 封獣チミのテーマ
6. プレステ・ジョアンの黄金境 - 3面テーマ
7. どうせなら命を賭けて謎を解け - 道神馴子のテーマ
8. フォーカラーラビリンス - 4面テーマ
9. 鹿狩りのレミニセンス - ユイマン・浅間のテーマ
10. 記憶の深海に沈む少女 - 5面テーマ
11. 綿月のスペルカード〜神海戦 - 綿月豊姫のテーマ
12. ピラミッドの神域 - 6面テーマ
13. 最後の一人は慣れているから〜Stone Goddess - 磐永阿梨夜のテーマ
14. ファンタスティックドリフト - Exテーマ
15. 二枚貝の上のハルシネーション - 渡里ニナのテーマ
16. 不変の日常 - エンディングテーマ1
17. 愛おしき日常 - エンディングテーマ2
18. 生と死のある世界へ - スタッフロールテーマ